# Ouray (líder indígena)

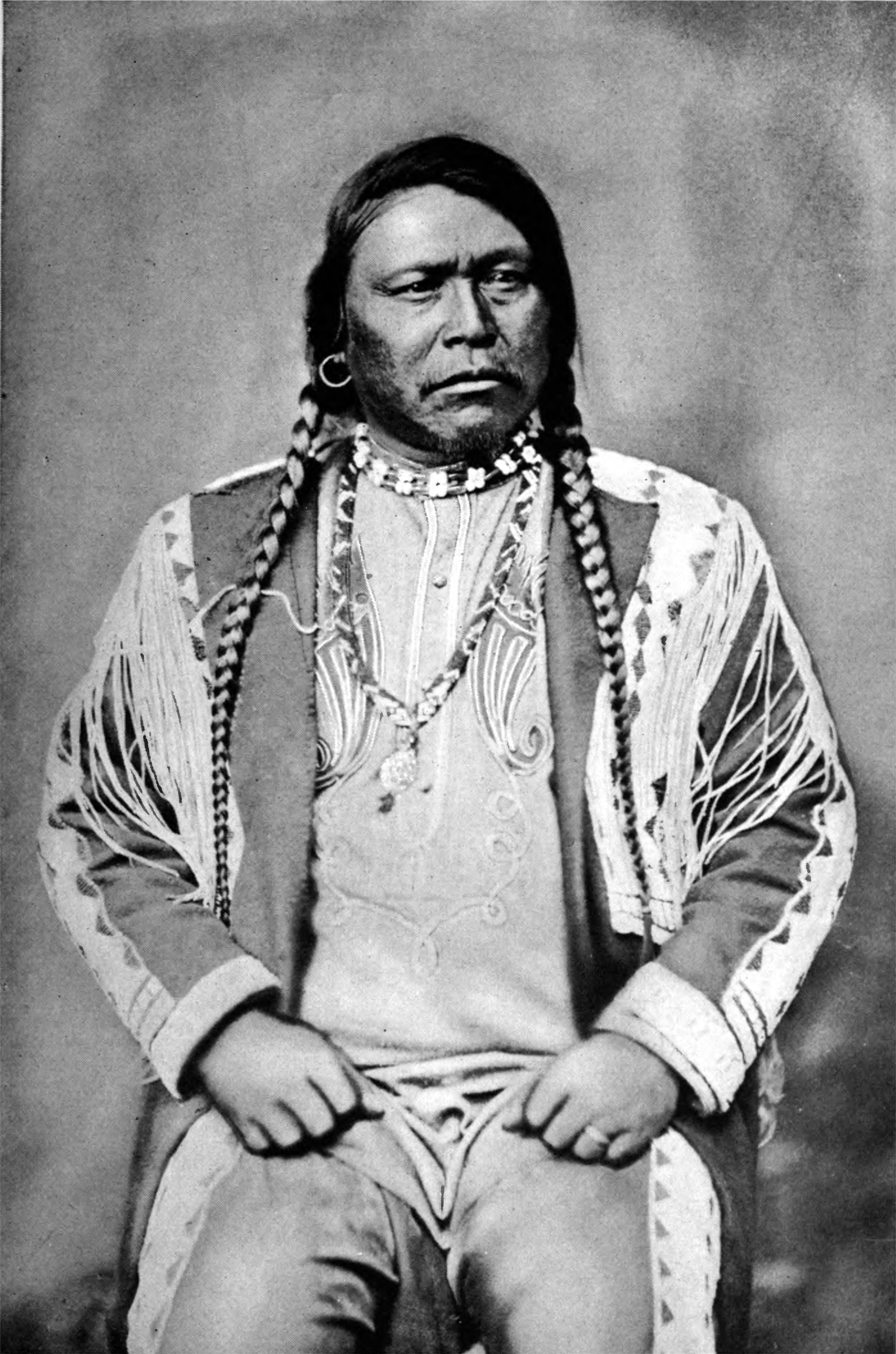
Ouray, líder dos povos Ute, em Colorado, 1874

Ouray (/ˈjʊəreɪ/, 1833 – 24 de agosto de 1880) foi um líder nativo americano Tabeguache (Uncompahgre) da tribo Ute, então localizado no oeste do Colorado. Por causa de sua capacidade de liderança, Ouray foi reconhecido pelo governo dos Estados Unidos como líder dos povos Ute e viajou para Washington, D.C para negociar o bem-estar dos Utes. Criado na cidade culturalmente diversa de Taos, no Novo México, Ouray aprendeu a falar muitas línguas que o ajudaram nas negociações, que foram complicadas pela manipulação de sua dor pelo filho de cinco anos sequestrado durante o ataque dos Sioux e trantee. Ouray se encontrou com os presidentes Lincoln, Grant e Hayes e foi chamado de homem da paz porque procurou fazer tratados com colonos e o governo.
Após o Massacre de Meeker (Guerra do Rio Branco) de 1879, ele viajou em 1880 para Washington, DC. Ele tentou garantir um tratado para o Uncompahgre Ute, que queria ficar no Colorado; mas, no ano seguinte, os Estados Unidos forçaram as tribos de Uncompahgre e White River Ute a partirem suas reservas indígenas para o oeste do atual estado de Utah.

## Primeiros anos e educação
Ouray nasceu em 1833 perto de Pueblos de Taos em Santa Fé do Novo México, atualmente, estado do Novo México. Seu pai, Guera Murah, também chamado Salvador, era um Jicarilla Apache adotado nos povos Ute, e sua mãe era Uncompahgre Ute.

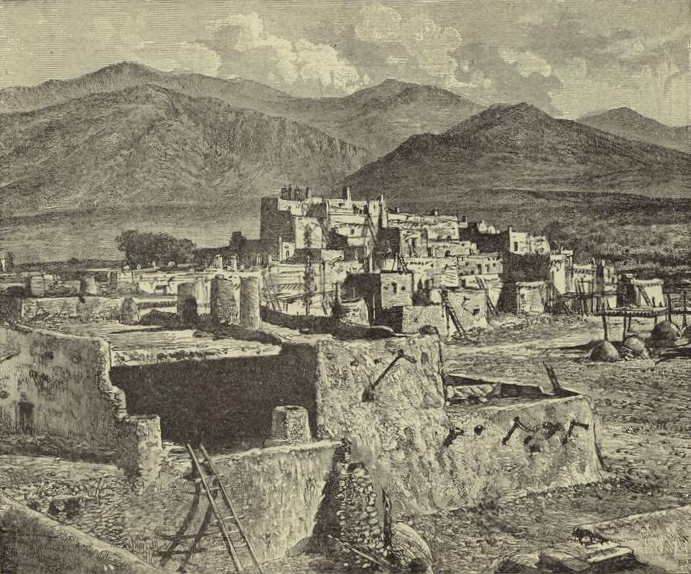
Ilustração de Taos Pueblo, 1893

Seus pais tiveram outro filho chamado Quench, e sua mãe morreu logo depois. Seu pai se casou novamente e sua madrasta deixou Ouray e seu irmão para viver em uma fazenda com um casal de língua espanhola por volta de 1843 ou 1845. Seu pai voltou para o Colorado e se tornou o líder da tribo Tabeguache Ute e os meninos permaneceram em Taos. Ouray recebeu um ensino católico e foi criado na fé católica. Morando em um local culturalmente diverso, ele aprendeu as línguas ute e apache, língua de sinais, espanhol e inglês, que ele considerou úteis mais tarde na vida ao negociar com brancos e nativos americanos. Ele passou grande parte de sua juventude trabalhando para pastores de ovelhas mexicanos. Ademais, também transportou madeira e embalou mulas com destino à Trilha de Santa Fé.
Em 1850, Ouray e seu irmão deixaram Taos para se juntar a seu pai, que morreu logo depois. Ouray era o melhor cavaleiro, caçador e lutador da tribo, e ele se tornou um executor (como um líder policial) e depois sublíder da tribo. Ele lutou contra os Kiowa e os Sioux enquanto vivia entre os Tabeguache.

## Articulação como líder

### Liderança dos povos Ute
Em 1860, Ouray tornou-se líder da tribo Ute aos 27 anos de idade. Naquele ano, engajou-se em uma "viagem de averiguação" para determinar o número de brancos que estavam se estabelecendo nos vales dos rios Uncompahgre e Gunnison, e ficou surpreso com o número de mineiros e colonos nas terras ancestrais dos povos Utes. Ele entendeu, porém, que lutar contra os brancos não reverteria a onda de imigrantes. Em vez disso, acreditava que a solução era se envolver em negociações de tratados para proteger seus interesses.

### Negociação dos tratados
Há muito tempo, os povos Utes sempre tinha muito. Na pradaria, antílope e búfalo, tantos Ouray não podiam contar. Nas montanhas, veados e ursos em todos os lugares. Nos córregos, truta, pato, castor, tudo (...) Homem branco veio, e agora Utes cresce com fome um monte (...) Homem branco cresce um monte, homem vermelho não cresce — em breve morrem todos.

—Ouray, em um Relatório Anual do Comissário de Assuntos Indígenas.

Ouray era conhecido como o "amigo do homem branco", e seus serviços eram quase indispensáveis ao governo nas negociações com sua tribo, que guardava de boa fé todos os tratados que eram feitos por ele. Ele protegeu seus interesses tanto quanto possível e deu-lhes o exemplo de uma vida civilizada.
Embora Ouray buscasse a reconciliação entre diferentes povos, acreditando que a guerra com os brancos provavelmente significaria o fim da tribo Ute, outros Utes mais militantes o consideravam um covarde por sua propensão a negociar. Perturbado com os tratados que Ouray assinou, seu cunhado "Hot Stuff" tentou matá-lo com um machado durante sua visita quase diária à Agência Indígena Los Piños em 1874.

#### Tratado de Conejos de 1863

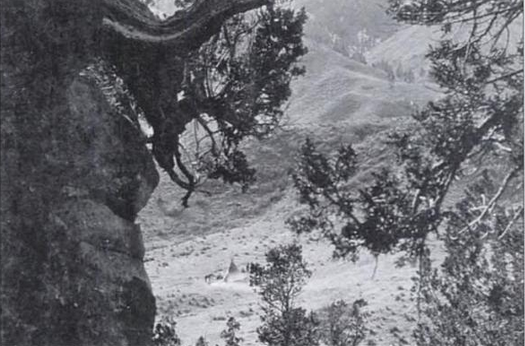
Vale das nascentes na atual Manitou Springs, onde Ute veio para caçar e pegar as nascentes minerais. O centro da fotografia mostra um "acampamento solitário" de nativos americanos Ute, entre 1874 e 1879

O Território do Colorado foi estabelecido em 28 de fevereiro de 1861. Em 1862, convenceu os povos Utes a negociar com o governo a celebração de um tratado para garantir a proteção das terras hereditárias dos Tabeguache. Kit Carson notou em 1862 que garimpeiros estavam minerando e se estabelecendo em áreas que haviam sido campos de caça tradicionais para os Utes e a caça estava se tornando escassa. Carson o ajudou a redigir um tratado. Ouray fez parte da delegação e foi o tradutor em uma reunião com o novo governador territorial John Evans, após a qual viajou para Washington, D.C para se encontrar com o presidente Abraham Lincoln.
Ouray negociou com o governo dos EUA o Tratado de Conejos (1863), que reduziu suas terras a 50% do que eram, perdendo todas as terras a leste da Divisão Continental que incluíam águas curativas em Manitou Springs e a terra sagrada em Pikes Peak. Garantiu que teriam o terço ocidental do estado do Colorado. Os povos Utes concordaram que permitiriam a construção de estradas e fortes militares no terreno. Como incentivo para começar a trabalhar na agricultura, eles receberam ovelhas, gado e dez mil dólares em bens e provisões ao longo de dez anos. O governo geralmente não fornecia os bens, provisões ou gado mencionados no tratado e, como a caça era escassa, muitos Ute continuaram a caçar nas terras ancestrais dos povos Ute até serem removidos para reservas em 1880 e 1881.

#### Tratado de 1868

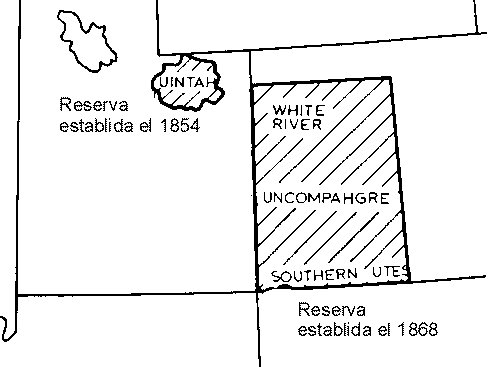
O Tratado de 1868 resultou na criação de uma reserva para os povos Utes no oeste do estado de Colorado

Por volta de 1866, alguns nativos americanos roubaram gado e perturbaram os novos colonos. Após uma revolta do líder Kaniatse, o coronel Kit Carson negociou com sucesso um tratado com Ouray e outros líderes Ute em 1867. Nesse ínterim, o governo ficou interessado em obter mais terras Ute. Como o governo não cumpriu seu acordo de fornecer provisões para os meses de inverno, Ouray relutou em dar mais terras ao governo. Muitos nativos americanos, porém, estavam "em apuros" e ele concordou em fazer parte de uma delegação.
Em 1868, Ouray, Nicaagat, com Kit Carson estavam entre uma delegação para negociar um tratado que resultaria na criação de uma reserva para os povos Ute, cujo território são agências indígenas em White River e perto de Montrose com uma escola, oficina de ferreiro, serraria e armazém. Eles perderam um pouco de terra no tratado, mas Ouray esperava que a presença do governo significasse que suas terras seriam protegidas. O tratado foi assinado por 47 lideranças dos povos Ute.

#### Tratado de Brunot de 1873
Depósitos de prata foram encontrados nas montanhas de San Juan em 1872 e o governo queria negociar novamente por mais terras. Alimentando-se de sua dor devido ao status desconhecido de seu filho depois que os Utes foram atacados pelos Sioux, o comissário de Assuntos Indígenas dos EUA, Felix Brunot, trouxe um órfão de 17 anos trazido pelo Arapaho Chief Powder Face para encontrar Ouray e Chipeta em Washington, D.C dez anos após o sequestro. Esta foi a primeira de muitas tentativas de Brunot para encontrar seu filho e foi conduzida para que Ouray renunciasse à propriedade de mineração e mantivesse as negociações do tratado abertas. O menino claramente não era filho de Ouray, não sabia nada da língua Ute, não queria ir com Ouray e os detalhes de sua captura não correspondiam à experiência do filho de Ouray. Historiadores tribais afirmaram que esta reunião foi perturbadora para Ouray, mas o autor Richard E. Wood afirma que o líder ficou impressionado com o esforço do governo. Em 1873, com a ajuda de Ouray, o Acordo de Brunot foi ratificado e os Estados Unidos adquiriram a propriedade rica em minerais que procuravam. Em troca, os nativos americanos receberiam provisões ao longo do tempo. Ouray recebeu um terreno e uma casa no Vale Uncompahgre perto da Agência Indígenas. O governo, porém, novamente relutou em fornecer provisões. Suas negociações incluíram uma reunião com o presidente Ulysses S. Grant.

### Massacre Meeker

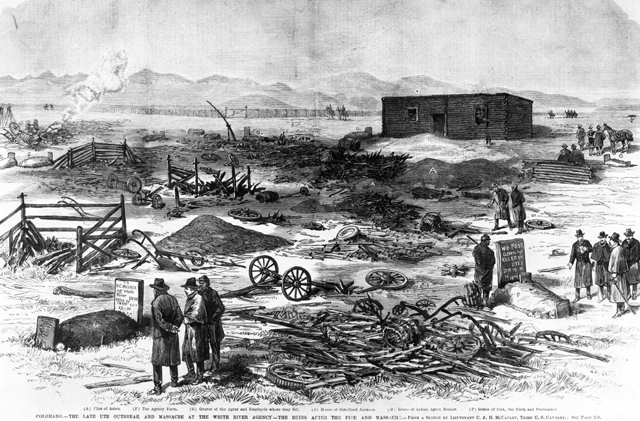
Uma gravura que apareceu na edição de 6 de dezembro de 1879 do jornal ilustrado de Frank Leslie retrata as consequências do "Massacre de Meeker". Túmulo mais manso no canto inferior esquerdo; WH Post túmulo no canto inferior direito

As tensões aumentaram na área após o Massacre de Meeker (1879) na Agência Indígena de White River. Não entendendo o amor dos Utes pelos cavalos, Nathan Meeker teve sua pista de corrida arada e tentou forçar os caçadores e coletores nômades a cultivar, e Meeker procurou ajuda militar. Buscando a paz, uma tribo de homens Ute liderada pelo líder Douglas pediu paz a Meeker, mas uma luta começou. Isso dificultou muito as negociações de paz entre os nativos americanos e os brancos. Os colonos locais exigiram que os Utes fossem removidos. Ao saber do massacre, Ouray pediu, como lider dos povos Utes, que os guerreiros se dispersassem e libertassem os reféns para ele. Os reféns, incluindo Josephine Meeker, foram entregues na casa de Ouray na Agência Indígena Los Piños e foram atendidos por Chipeta.

### Tratado final
O governo dos EUA nomeou uma comissão para determinar uma reserva para os Utes e Ouray e Chipeta foram para Washington, DC em 1880 para o tratado final para os Utes. Quando o presidente Rutherford B. Hayes conheceu Ouray em Washington, DC, ele disse que o Ute era "o homem mais intelectual com quem já conversei".
Quando ele voltou para o Colorado, e enquanto morria com a doença de Bright, Ouray viajou para o escritório da Ignacio Indian Agency para que o tratado fosse assinado pelos Utes do Sul.
Os Utes foram posteriormente colocados em uma reserva em Utah, Uintah e Reserva Indígena Ouray, bem como em duas reservas no Colorado: Ute Mountain Ute Tribe e Southern Ute Indian Reservation.

## Vida pessoal

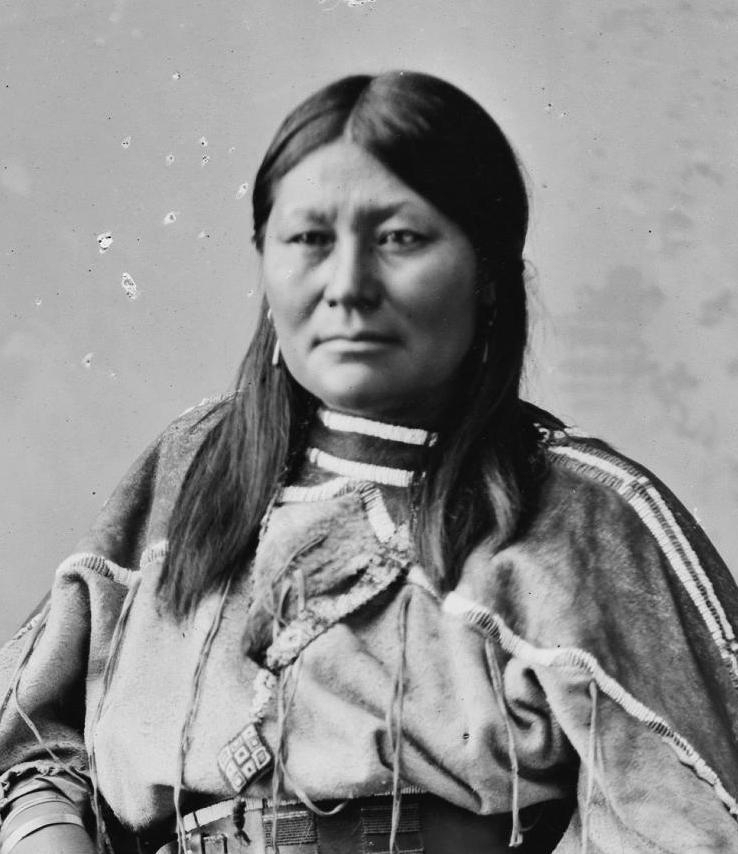
Líder indígena chamada Chipeta, esposa de Ouray

A primeira esposa de Ouray, Black Mare, morreu após o nascimento de seu único filho, um menino chamado Queashegut, também conhecido como Pahlone, e chamado de Paron (maçã) por seu pai por causa de seu rosto redondo e com covinhas. Em 1859, Ouray casou-se com Chipeta quando ele tinha dezesseis anos (língua Ute: Pássaro Cantante Branco), que cuidava do filho de Ouray desde a morte de Black Mare no início daquele ano.
Quando Queashegut tinha cinco anos, Ouray o levou para uma caçada de búfalos com um grupo total de 31 homens em 1860 ou 1863. Seu acampamento de caça, perto do Forte Lupton, foi atacado por 300 guerreiros Sioux e Queashegut deixou a tenda onde buscou abrigo com Chipeta para seguir os guerreiros Ute. Após a luta, eles não conseguiram encontrá-lo. Ele havia sido capturado e negociado com a tribo Arapaho. Ouray nunca mais viu seu filho e permaneceu em profunda dor. Ele tentou encontrar seu filho pelo resto de sua vida e temia "ele foi criado para lutar contra os seus".  Ao visitar Kit Carson em Fort Garland em 1866, Ouray e Chipeta conheceram e adotaram duas meninas e dois meninos.
A irmã de Ouray, Shawsheen (também Tsashin e Susan), estava em Big Thompson Canyon em 1861 ou 1863 quando foi sequestrada pelo Arapaho. Soldados de Fort Collins a encontraram dois anos depois, em 1863 ou 1865, mas ela teve medo deles e escapou. Mais tarde, ela foi encontrada por Utes e voltou para a tribo de Ouray.

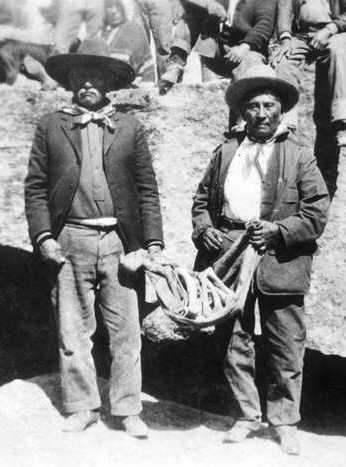
Buckskin Charlie e John McCook no enterro de Ouray, Ignacio, Colorado, 1925

Ele tinha várias casas no Colorado, uma delas na cidade de Ouray. Por vinte anos, Ouray viveu com Chipeta em uma fazenda no rio Uncompahgre, perto de Montrose. A fazenda de 300 acres tinha pastagens e 50 acres de terras agrícolas irrigadas. A casa de adobe de seis cômodos era bem mobiliada, incluindo um piano e porcelana fina. O Ute Indian Museum está localizado em sua propriedade original de 8,65 acres em Montrose. Chipeta era membro de uma igreja metodista; Ouray era um episcopal. Ouray nunca cortou seus longos cabelos à moda Ute, embora muitas vezes se vestisse no estilo europeu-americano.
Ouray morreu em 24 de agosto de 1880, perto da Los Piños Indian Agency, no Colorado. Seu povo o enterrou secretamente perto de Ignacio, Colorado. Quarenta e cinco anos depois, em 1925, seus ossos foram enterrados novamente em uma cerimônia completa liderada por Buckskin Charley e John McCook no cemitério Ignacio.
Um artigo de 1928 no Denver Post diz em parte: "Ele viu a sombra da desgraça em seu povo" e um artigo de 2012 escreve: "Ele buscou a paz entre as tribos e os brancos e um tratamento justo para seu povo, embora Ouray tenha recebido a triste tarefa de liquidar uma força outrora poderosa que governou quase 23 milhões de acres das Montanhas Rochosas".